# Blotiella tisserantii
Blotiella tisserantii là một loài thực vật có mạch trong họ Dennstaedtiaceae. Loài này được (Alston & Tardieu) Pic. Serm. miêu tả khoa học đầu tiên năm 1983.